# ×Arctodupontia
×Arctodupontia, hibridni rod u porodici trava formule Arctophila × Dupontia. Jedina je vrsta ×A. scleroclada s područja Magadana, sjeverne europske Rusije i Nunavuta.

## Sinonimi
- Dupontia ×scleroclada (Rupr.) Rupr.
- Poa ×scleroclada Rupr.